# Paolo Bianchessi
Paolo Bianchessi (Osio Sotto, 17 de enero de 1981) es un deportista italiano que compitió en judo. Ganó dos medallas en el Campeonato Europeo de Judo, plata en 2008 y bronce en 2003.

## Palmarés internacional
| Campeonato Europeo | Campeonato Europeo    | Campeonato Europeo | Campeonato Europeo |
| Año                | Lugar                 | Medalla            | Categoría          |
| ------------------ | --------------------- | ------------------ | ------------------ |
| 2003               | Düsseldorf (Alemania) | Medalla de bronce  | +100 kg            |
| 2008               | Lisboa (Portugal)     | Medalla de plata   | +100 kg            |